# Premios AEF
Los Premios AEFfueron establecidos con carácter anual por la Asociación Española de Fundaciones en el año 2016. Los galardones tienen como fin reconocer valores o actitudes que reflejen la esencia del sector fundacional como plataforma para resolver las demandas y problemas de los ciudadanos.

## Modalidades
Se distinguen tres:
- Premio a la Iniciativa Filantrópica.
- Premio a la Colaboración.
- Premio a la Innovación Social.

Desde la edición del año 2018, se añadió una 4ª modalidad:
- Premio a la Transformación Digital.

Con ellas se pretende:
- Reconocer socialmente iniciativas filantrópicas personales.
- Subrayar el trabajo colaborativo entre fundaciones para maximizar la escala de los proyectos y su impacto.
- Resaltar la capacidad de responder eficazmente a nuevas demandas sociales no atendidas o introducir una innovación disruptiva en la respuesta a una demanda ya atendida.
- Destacar los procesos de adaptación a la transformación digital, su eficaz impacto en la gestión y el desarrollo de proyectos y actividades.

## Lista de premiados
| Edición | Año  | Premio a la Iniciativa Filantrópica    | Premio a la Colaboración  | Premio a la Iniciativa Social Innovadora | Premio a la Transformación Digital |
| ------- | ---- | -------------------------------------- | ------------------------- | ---------------------------------------- | ---------------------------------- |
| 1ª      | 2016 | Guillaume Yves Marie Philibert Renault | Fundación Mutua Madrileña | Fundación Amigó                          | n/a                                |
| 2ª      | 2017 | Amancio Ortega                         | Fundación Accenture       | Fundación Recover                        | n/a                                |
| 3ª      | 2018 | Fundación Magdalena Moriche            | Fundación Biodiversidad   | Fundación Adsis                          | Fundación Telefónica               |